# Glen Iorsa

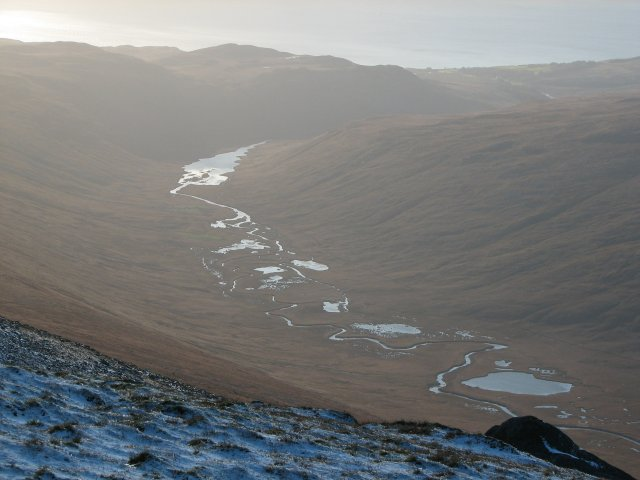
Glen Iorsa mit Iorsa Water und Loch Iorsa

Glen Iorsa ist das größte Tal auf der schottischen Insel Arran. Es zieht sich beginnend am Loch na Davie etwa sechs Kilometer nordwestlich des Gipfels des Goat Fell in 360 m Höhe in südwestlicher Richtung bis kurz vor den Kilbrannan-Sund bei Dougarie an der Westküste Arrans hin. Im Verlauf des etwa 13,5 km langen Tals finden sich zahlreiche kleine Seen, von denen Loch Iorsa der größte ist, sowie der Bach Iorsa Water. Aus westlicher Richtung münden zwei Schluchten in den Glen Iorsa und mehrere Gebirgsbäche münden in das Iorsa Water.
Glen Iorsa verläuft durch eine abgelegene Landschaft und es existieren keine ständig bewohnten Behausungen. Durch und um Glen Iorsa sind verschiedene Wanderrouten mit unterschiedlichen Schwierigkeitsgraden beschrieben. Die nächstgelegene Siedlung ist Dougarie.